# فندق وسبا مالطا ماريوت (مالطا)

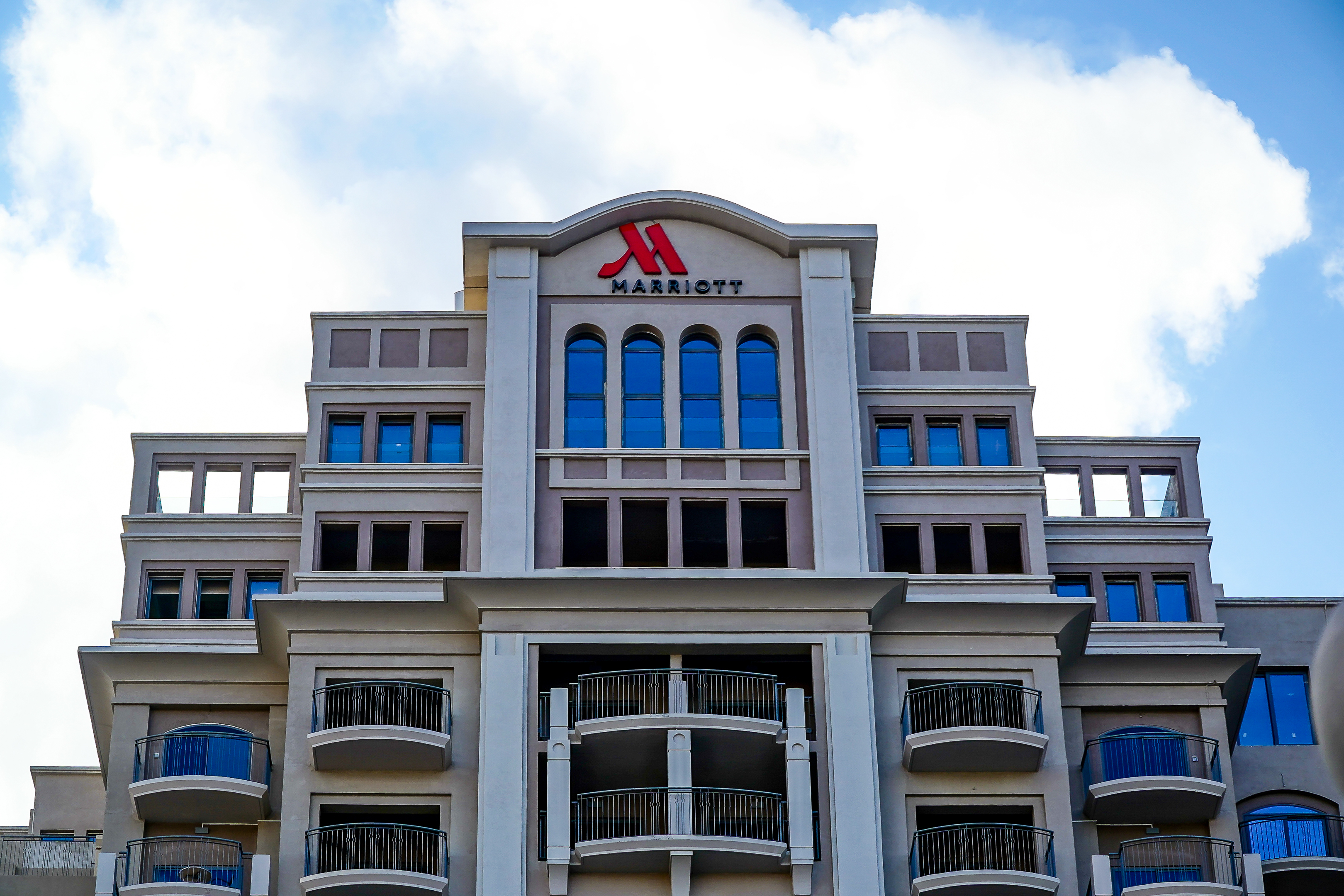
فندق وسبا مالطا ماريوت

فندق وسبا مالطا ماريوت (بالإنجليزية: Malta Marriott Hotel & Spa)‏ ، المعروف سابقًا باسم لو ميريديان سانت جوليانز ، هو فندق 5 نجوم يقع على الجزر المالطية . تم بناء الفندق على أرض فيلا من القرن التاسع عشر. تقع مباني الفندق عبر كورنيش خليج Balluta في سانت جوليانز .
فندق وسبا مالطا ماريوت هو جزء من شركة ماريوت الدولية ويقدم إقامة 5 نجوم مع 301 غرفة ضيوف معاصرة.
المطاعم والبارات المتوفرة به هي:
- السوق (مطعم بوفيه)
- Taro at The Villa (مطعم حسب الطلب)
- نوري آت ذا فيلا (مطعم حسب الطلب)
- مطعم وبار أتريو لوبي
- إم كلوب لاونج
- سطح الشمس (موسمي)

يعمل فندق وسبا مالطا ماريوت بالتعاون مع Myoka Spa ، الذي تتولى إدارته إدارة مرافق المنتجع الصحي بالفندق .
تشمل مرافق السبا في الفندق ما يلي:
- حمام سباحة داخلي استوائي مُدفأ
- جاكوزي
- ساونا وحمام
- غرف العلاج
- منطقة استرخاء
- مركز اللياقة البدنية

يحتوي فندق وسبا مالطا ماريوت على مسبح خارجي على السطح (The Sundeck) وطابق مخصص لمرافق المؤتمرات مع 13 غرفة اجتماعات. الفندق مفتوح طوال العام.

## روابط خارجية
- http://www.maltamarriott.com/